# Peter von Wienhardt
Peter von Wienhardt (* 1966 in Budapest) ist ein deutscher Pianist, Komponist, Arrangeur und Dirigent ungarischer Herkunft.

## Biografie
Peter von Wienhardt wurde 1966 in Budapest geboren. Er bekam im Alter von fünf Jahren Unterricht bei Láng Etelka am Konservatorium Budapest. Seine Familie siedelte im Jahre 1977 nach Deutschland über, wo er seine Studien bei Deinhardt und später bei Karl-Wilhelm Berger fortsetzte. 1984 wurde er an der Hochschule für Musik und Darstellende Kunst Stuttgart über die Begabtenprüfung aufgenommen.
In den Jahren 1994 und 1997 war er nach dem Gewinn des Deutschen Musikwettbewerbes Stipendiat des Deutschen Musikrates und sowohl als Solist wie auch als Kammermusiker u. a. mit Latica Honda-Rosenberg, Eckart Runge und Wolfgang Emanuel Schmidt Teilnehmer der „Bundesauswahl Konzerte Junger Künstler“.
Seit 1998 pflegt er eine intensive Konzerttätigkeit in den USA, die durch Einladung und Zusammenarbeit mit dem ehemaligen Primarius des berühmten Juilliard String Quartet, Robert Mann, zustande kam. Im selben Jahr gab er sein Recitaldebüt in der Carnegie Hall sowie in der Tokyo Philharmonic Hall und wurde anschließend zu einer Japan-Tournee eingeladen. Mit dem Gewinn des Georg Cziffra Preises beim Internationalen Franz Liszt Wettbewerb in Paris erhielt er zahlreiche Einladungen in Europa, Asien und den Vereinigten Staaten zu konzertieren.
Er erlangte viele Preise (u. a. Cziffra-Liszt, Deutscher Musikrat, Echo Klassik etc.) und veröffentlichte bis zum heutigen Tage etliche Tonträger sowohl solistisch als auch mit Orchestern und mit kammermusikalischen Künstlerpersönlichkeiten. Wienhardts Besonderheit ist es, sich musikalisch immer wieder zu neuen Ufern zu begeben. So sind die Information, Improvisation, die Umkomponierung, die Kadenzierung nicht nur Teil seines Lebens, sondern auch seiner Musik geworden. Leben und Musik sind Reise und Veränderung. Seine technischen und Blattlesefähigkeiten haben es ihm ermöglicht, ein enormes Repertoire aufzubauen; sein künstlerisches Interesse widmet sich daher immer mehr den unbekannteren Werken. Seit 2006 hält er eine Professur für Klavier und Crossover in Münster inne und ist Intendant der Aaseerenaden Münster. Darüber hinaus ist er ab 2016 neuer künstlerischer Leiter der Internationalen Konzerttage Mittelrhein und seit 2015 in der gleichen Funktion im Klassikbereich der Sommermusik Xanten.

## CD-Einspielungen
- Rhapsody – eingespielt auf Steinway im März 2013[4]
- Bach – Goldberg Variations for two Pianos by Rheinberger & Reger – aufgenommen mit Jihye Lee im März 2016[5]